# Ricardo Rojas
Ricardo Rojas (San Miguel de Tucumán, 16 de septiembre de 1882 - Buenos Aires, 29 de julio de 1957) fue un poeta, dramaturgo, orador, político e historiador argentino. Tucumano por su lugar de nacimiento, por su linaje materno y por parte de su crianza en su niñez y juventud; por linaje paterno provenía de una de las familias más influyentes de la ciudad de Santiago del Estero, cuya provincia homónima gobernó su padre.

## Biografía
Hijo de Absalón Rojas y de la tucumana Rosario Sosa Sobrecasas, pasó su infancia en Antajé, una pequeña localidad de Santiago del Estero. Luego se trasladó a Buenos Aires a proseguir su formación académica.
En 1913 escribió el detallado "Archivo Capitular de Jujuy", realizado en conmemoración del centenario del Éxodo Jujeño. Esta obra contribuyó a que la heroica gesta fuera recordada con este nombre que había sido acuñado por el historiador Joaquín Carrillo en 1877
En 1920 tuvo importante participación en los homenajes con motivo del Centenario del fallecimiento del General Manuel Belgrano que se desarrollaron en la ciudad de Buenos Aires. Dictó una emotiva conferencia en las honras tributadas por la Universidad de Buenos Aires en el aula magna del Colegio Nacional Buenos Aires.
Durante su decanato en la Facultad de Filosofía y Letras de la Universidad de Buenos Aires, el 2 de mayo de 1922 fundó la Escuela de Archivistas, Bibliotecarios y Técnicos para el Servicio de Museos. Fue impulsada por él, con el visto bueno de la Nueva Escuela Histórica, y siguiendo sus planteos que ya aparecían en su obra "la restauración nacionalista" acerca de que las bibliotecas y archivos debían funcionar como elementos auxiliares de las Escuelas de Historia, de cara a la formación de la conciencia nacional.
Llegó a ser rector de la Universidad de Buenos Aires entre 1926 y 1930. Fue también el director del instituto petrolífero, y luego compañía estatal nacional de explotaciones hidrocarburíferas que aún se denomina Yacimientos Petrolíferos Fiscales o YPF.
Tras el golpe de Estado del 1930 fue arrestado por su militancia en la Unión Cívica Radical, enviado a la cárcel de Ushuaia, y luego vivió confinado en una pequeña casa de madera a 80 metros de la Av. Maipú. Debía firmar en la comisaría cotidianamente que se encontraba allí, lo cual era muy fácil de comprobar, dado que la única forma de escapar hubiera sido por barco. Esa casa décadas después fue el edificio de la biblioteca popular de Ushuaia, donde escribió su obra Archipiélago, sobre la historia de los yaganes y los onas, exponiendo el pensamiento que de ellos tenía Charles Darwin.

## Legado

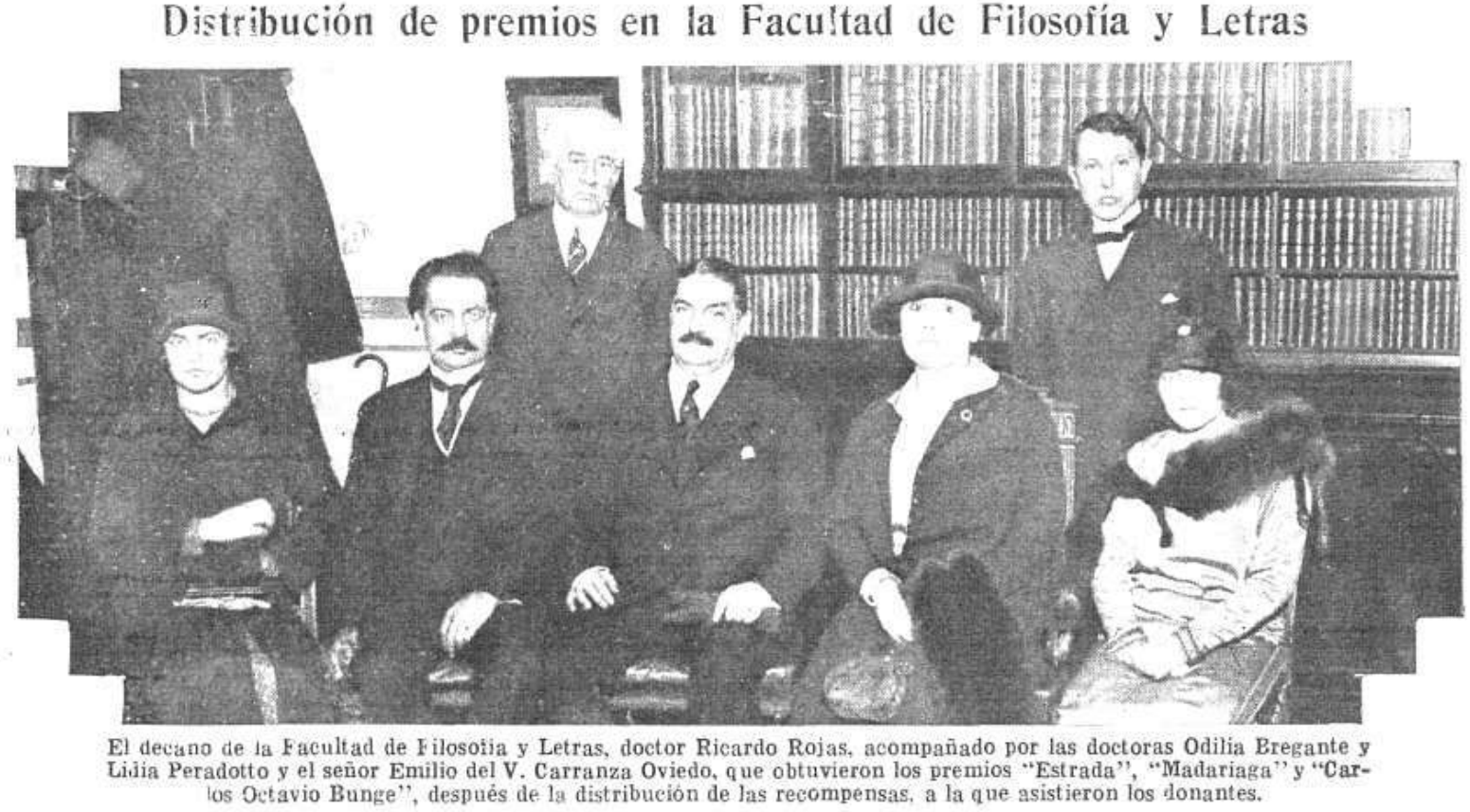
Ricardo Rojas haciendo entrega de premios a tesis doctorales a Odilia Bregante, Lidia Peradotto y Emilio del V. Carranza Oviedo. Fotografía publicada en Caras y Caretas.

Su casa, declarada monumento histórico nacional, de Charcas 2837 en la Ciudad de Buenos Aires, fue donada por su esposa al Estado Argentino para convertirse en Museo tras su muerte, y la de Julieta Quinteros de Rojas, su esposa. El traspaso con todo su patrimonio se dio el 28 de abril de 1958, e incluye una extensa biblioteca, mobiliario, piezas de arte de carácter religioso, documentos y libros antiguos.
Su nombre fue impuesto a calles en Córdoba, Junín (Buenos Aires), Victoria (Buenos Aires), San Fernando, Mar del Plata, Resistencia (Chaco), Concordia (Entre Ríos) y en Río Grande (Tierra del Fuego).
Su obra El santo de la espada, sobre la vida de José de San Martín, fue llevada al cine en 1970 por Leopoldo Torre Nilsson. Dicha referencia al prócer se ha convertido en lugar común y es una de las mayores marcas de Rojas en la cultura argentina.[cita requerida]

## Escritor
Escribió poesía de corte neo-romántico y tradicional además de obras de teatro basadas en temáticas incas. Su temprana preocupación por la identidad nacional derivó en un interés por rescatar el legado incaico para América, en contraposición a la influencia internacionalista de las vanguardias europeas de la primera posguerra; lo que se ve en su trabajo Eurindia. Destacó, sin embargo, en sus obras eruditas o ensayísticas, la más importante de las cuales es su monumental Historia de la literatura argentina en ocho volúmenes. Este trabajo, publicado entre 1917 y 1922, fue el primero en sistematizar el conocimiento sobre la literatura argentina, pues no solo traza una historia de la literatura sino que también organiza el material a partir de cuatro "constantes" de la cultura argentina, que no se suceden sino que conviven desde un comienzo: "Los gauchescos", "Los coloniales", "Los proscriptos" y "Los modernos". Una de sus obras más ambiciosas fue La restauración nacionalista (1909). Se le deben, también, libros de indagación histórica, crónicas de viajes y biografías.

## Día de la Cultura Nacional Argentina
Debido al accionar de Ricardo Rojas por reforzar, más allá de localismos, a la cultura argentina y a la identidad nacional argentina la fecha de su deceso, o sea el 29 de julio, fue declarada como el Día de la Cultura Nacional Argentina.

## Obras
- Victoria del Hombre (1903)
- El país de la Selva (1907)
- Cartas de Europa (1908)
- El Alma Española (1908)
- Cosmópolis (1908)
- La Restauración Nacionalista (1909)
- Bibliografía de Sarmiento (1911)
- Los Lises del Blasón (1911)
- Blasón de Plata (1912)
- Archivo Capitular de Jujuy (1913/1944)
- La Universidad de Tucumán (1915)
- La Argentinidad (1916)
- Poesías de Cervantes (1916)
- Historia de la literatura argentina, primera edición de 4 tomos. (1917–1922)
- Los Arquetipos (1922)
- Poesías (1923)
- Facultad de Filosofía y Letras (1924)
- Discursos (1924)
- Eurindia (1924)
- La Guerra de las Naciones (1924)
- Las Provincias (1927)
- El Cristo Invisible (1927)
- Elelín (1929)
- Discursos del Rector (1930)
- Silabario de la Decoración Americana (1930)
- La Historia de las Escuelas (1930)
- Memoria del Rector (1930)
- El Radicalismo de Mañana (1932)
- El Santo de la espada (1933)
- Cervantes (1935)
- Retablo Español (1938)
- Un Titán de los Andes (1939)
- Ollantay (1939)
- El Pensamiento vivo de Sarmiento (1941)
- Archipiélago (1942)
- La Salamanca (1943)
- El Profeta de la Pampa (1945)
- La Entrevista de Guayaquil (1947)
- La Victoria del Hombre y otros cantos (1951)
- Ensayo de crítica histórica sobre Episodios de la vida internacional Argentina (1951)
- Oda Latina (1954)

## Premios y distinciones
Premio Nacional de Ensayo en 1923 por La literatura argentina. Ensayo filosófico sobre la evolución de la cultura en el Plata.
Gran Premio de Honor de la SADE en 1945 (tal premio le fue retirado en 1948 y otorgado a la entonces oficialista Pilar de Lusarreta).